# روگنشتورف
روگنشتورف (به آلمانی: Roggenstorf) یک شهر در آلمان است که در نوردوست‌مکلنبورگ واقع شده‌است. روگنشتورف ۴۴۸ نفر جمعیت دارد.